# 世界の遺跡と名建築
『世界の遺跡と名建築』（せかいのいせきとめいけんちく）は、1979年イタリアで発刊された、古今東西の歴史的な遺跡や建築物を各巻ごとに歴史・地理的あるい技術的なテーマを定め、編集された12巻にまたがる写真・図解入りの大型本のシリーズ。今日、世界遺産として知られる多くの遺跡・建築物が取り上げられている。
- 原題：" I Cent Monumenti "　　編集：Archi. Flavio Conti　発刊：Rizzoli Editore（1979）
- 日本では1983年に講談社インターナショナルから翻訳・出版された。（ISBN：4-06-143731-3）

訳：黒石晃有, 黒石明子, 安原三重子, 井上智湖, 柳瀬由美子, 塙英夫, 村田靖子, 中野恵津子, 結城昌二ほか

## 内容
- 第１巻「城と宮殿」
- 第２巻「威信の殿堂」
- 第３巻「神々への讃歌」
- 第４巻「個性的な創造」
- 第５巻「諸民族の神殿」
- 第６巻「地域建築」
- 第７巻「信仰の中枢」
- 第８巻「限界への挑戦」
- 第９巻「民族主義の象徴」
- 第10巻「技術の成果」
- 第11巻「秘められた聖域」
- 第12巻「楽しみの空間」